# Sport Club Corinthians Paranaense
Maillots
Le J. Malucelli Futebol S/A ou Sport Club Corinthians Paranaense est un club brésilien de football basé à Curitiba, dans l'État du Paraná. 
Ce club a notamment formé le défenseur germano-brésilien Rafael Schmitz et le latéral gauche brésilien Emerson Conceição, qui ont tous deux joué au Lille OSC.

## Historique
- 1994 : fondation du club sous le nom de Clube Malutrom S.A
- 2005 : le club est renommé J. Malucelli Futebol S/A
- 2009 : le club est renommé Sport Club Corinthians Paranaense

## Palmarès
- Coupe du Paraná :
  - Vainqueur : 2007

- Championnat du Paraná de deuxième division :
  - Champion : 1998